# Dictionary of National Biography
El Dictionary of National Biography (DNB) (en català: Diccionari de la Biografia Nacional) és un diccionari biogràfic en anglès, publicat per primera vegada entre 1885 i 1901 en 63 volums, en el qual hi apareix en ordre alfabètic, pel cognom, la biografia d'eminents personalitats que van viure al Regne Unit.

## Història
L'obra va ser ideada entorn del 1880 per l'editor George Smith (1824 - 1901) de la casa editorial Smith, Elder & Co segons un model anàleg en francès i en alemany publicat al segle xix. Smith va donar la direcció del projecte a Leslie Stephen qui en va ser director des del 1882 al 1891. El primer volum va aparèixer l'1 de gener de 1885. Després de la dimissió de Stephen, el maig de 1891, la direcció va passar al seu col·laborador Sidney Lee (1859 - 1926), qui va acabar l'obra l'estiu del 1900.
El 1901 es van publicar tres volums suplementaris comprenent la biografia de les personalitats difuntes des de 1885 al 22 de gener de 1901 (dia de la mort de la reina Victòria). Després d'un volum d'«Errates», publicat el 1904, el diccionari va ser reimprès amb revisions menors en 22 volums entre 1908 i 1909.
El Dictionary of National Biography va ser cedit per l'editorial Smith, Elder & Co a l'Oxford University Press a 1917. L'obra ha estat reimpresa i revisada nombrosa vegades al llarg del segle XX fins al 1996, any en què es va realitzar una nova edició completament revisada amb el títol Oxford Dictionary of National Biography (ODNB). L'ODNB s'ha publicat en 60 volums a partir del 23 de setembre de 2004 i actualment està disponible en línia sota subscripció.

## Volums
1. Abbadie - Anne
2. Annesley - Baird
3. Baker - Beadon
4. Beal - Biber
5. Bicheno - Bottasham
6. Bottomley - Browell
7. Brown - Burthogge
8. Burton - Cantwell
9. Canute - Chaloner
10. Chamber - Clarkson
11. Clater - Condell
12. Condor - Craigie
13. Craik - Damer
14. Damon - D'Eyncourt
15. Diamond - Drake
16. Drant - Edridge
17. Edward - Erskine
18. Esdale - Finan
19. Finch - Forman
20. Forrest - Garner
21. Garnett - Gloucester
22. Glover - Gravet
23. Gray - Haighton
24. Hailes - Harriott
25. Harris - Henry I
26. Henry II - Hindley
27. Hindmarsh - Hovenden
28. Howard - Inglethorpe
29. Inglish - John
30. Johnes - Kenneth
31. Kennett - Lambert
32. Lambe - Leigh
33. Leichton - Lluelyn
34. Llywd - MacCartney
35. MacCarwell - Maltby
36. Malthus - Mason
37. Masquerier - Millyng
38. Milman - More
39. Morehead - Myles
40. Mylar - Nicholls
41. Nichols - O'Dugan
42. O'Duinn - Owen
43. Owens - Passelene
44. Paston - Percy
45. Pereira - Pockrich
46. Pocock - Puckering
47. Puckle - Reidfurd
48. Reilly - Robins
49. Robinson - Russell
50. Russen - Scobell
51. Scoffin - Sheares
52. Shearman - Smirke
53. Smith - Stanger
54. Stanhope - Stovin
55. Stow - Taylor
56. Teach - Tollet
57. Tom - Tytler
58. Ubaldini - Wakefield
59. Wakeman - Watkins
60. Watson - Whewell
61. Whichcord - Williams
62. Williamson - Worden
63. Wordsworth - Zuyleste